# 1788... et demi
1788 et demi est une série télévisée française en six épisodes de 52 minutes créée par Martine Moriconi et Sylvain Saada, réalisée par Olivier Guignard sur un scénario de Manon Dillys et diffusée d'abord en Belgique à partir du 5 décembre 2010 sur La Une, puis les 15 et 22 janvier 2011 sur France 3.
La musique qui rythme les épisodes a été spécialement composée par Arland Wrigley pour la série, à laquelle s'ajoutent des musiques additionnelles.

## Synopsis
La série raconte les aventures d'une famille de la noblesse française : les Saint-Azur. Le Comte, militaire et inventeur, vit avec ses trois filles, Pauline, Victoire et Charlotte, dans une totale insouciance. Pourtant leur vie bascule, en ce jour de 1788. Tout semble, en effet, s'acharner contre eux.

## Distribution
- Sam Karmann : Comte François de Saint-Azur
- Natacha Lindinger : Comtesse Florence de Sacy
- Julie Voisin : Victoire de Saint-Azur
- Lou de Laâge : Pauline de Saint-Azur
- Camille Claris : Charlotte de Saint-Azur
- Hubert Koundé : Balthazar Beugnot
- Bruno Debrandt : Hippolyte Carlin
- Philippe Duclos : Marquis Philippe de Bramances
- Hubert Benhamdine : Vicomte Geoffroy de Linné
- Jean-Yves Berteloot : Raphaël
- François Loriquet : Ronchette
- Maëva Pasquali : Ermeline[2]
- Mathieu Simonet : Linguet
- Didier Flamand : Armand du Roy d'Aransson
- Nelly Alard : Anne de Tréville
- Serge Riaboukine : L'Abbé Sauton
- Titouan Laporte : Julius
- Hélène Degy : Lady Jane
- Léopoldine Serre : Ninon
- Pauline Parigot : Amarante
- Côme Levin : Jacques
- Nadia Fossier : Mère Marie Caroline

## Épisodes
1. Du principe d'Archimède appliqué aux canailles
2. Du désastre de se découvrir des cousins éloignés
3. Des désagréments de l'amour et du désir
4. Des mœurs au couvent et de leurs éblouissements
5. De la pendaison comme remède à la famine du peuple
6. Du bonheur nuptial et de ses révélations inattendues

## Audiences
Les trois premiers épisodes ont enregistré en moyenne 1,4 million de téléspectateurs (6,5 % de pda) et les trois derniers, en moyenne 1,2 million de téléspectateurs (5 % de pda).

## Procédés comiques
Scène récurrente, chacun des épisodes de la série est marqué par la mise à l'eau d'un cadavre dans un lac par l'un ou plusieurs des membres de la famille Saint-Azur. Dans le dernier épisode cependant cette mise à l'eau n'est que suggérée.

## Récompense
- Prix spécial du Jury - Ville de La Rochelle au Festival de la fiction TV de La Rochelle 2010[5].